# ESCP Business School

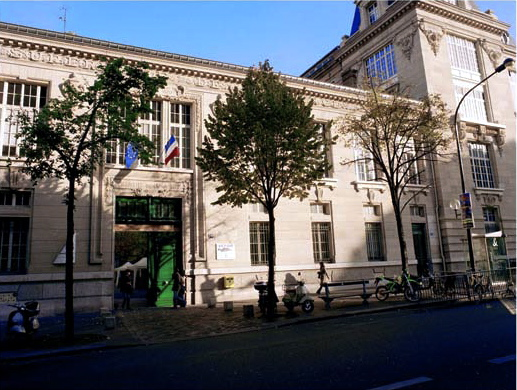
Budynek jednego z kampusów ESCP w Paryżu

ESCP Business School (fr. École Supérieure de Commerce de Paris) – europejska szkoła biznesowa posiadająca sześć kampusów: w Berlinie, Londynie, Madrycie, Paryżu, Turynie i Warszawie (Akademia Leona Koźmińskiego). Założona w 1819 roku jest najstarszą szkołą biznesową na świecie. We Francji posiada status grande école.
Programy studiów realizowane przez ESCP Europe posiadają potrójną akredytację przyznaną przez AMBA, EQUIS oraz AACSB. Wśród najznamienitszych absolwentów tej uczelni znajdują się między innymi: dyrektor domu mody Hèrmes Patrick Thomas, były premier Francji Jean-Pierre Raffarin oraz komisarz ds. rynku wewnętrznego i usług Michel Barnier.

## Historia
Utworzona w 1819 roku ESCP została założona przez grupę ekonomistów i przedsiębiorców takich jak: Jean-Baptiste Say i Vital Roux. Placówka ta uznawana jest za pierwszą szkołę biznesową na świecie. Wzorowana była na politechnice (École polytechnique), której założycielami byli Lazare Carnot i Gaspard Monge, ale jej początki były o wiele skromniejsze jako, że nie była dotowana przez państwo. Szkoła rozwijała się stopniowo przez cały XIX wiek. W 1859 roku została przeniesiona do swojej obecnej paryskiej siedziby przy avenue de la République. XX wiek przyniósł ze sobą wzrost zainteresowania studiami biznesowymi, co przełożyło się na wzrost jej znaczenia wśród innych francuskich Grandes Écoles. Rosnąca popularność przyczyniła się do wprowadzenia bardzo surowego systemu rekrutacji kandydatów na studia. Już w połowie XIX wieku ESCP była uznawana za bardzo elitarną – studentów przyjmowano dopiero po dwóch latach specjalnych kursów przygotowawczych zakończonych egzaminem (wybierani byli tylko najlepsi kandydaci).
Od samego początku swojego istnienia uczelnia zwracała szczególną uwagę na międzynarodowy aspekt swojej działalności. W roczniku 1824 spośród 118 studentów 30% pochodziło z zagranicy, a wśród nich znalazło się: 7 Hiszpanów, 2 Kubańczyków, 5 Brazylijczyków, 5 Holendrów, 4 Niemców, 2 Greków, 2 Portugalczyków, Amerykanin, 2 Chilijczyków, Włoch, Szwed, Rosjanin oraz obywatel Haiti. Nauka języków obcych była istotną częścią procesu edukacji, więc wykłady prowadzone były nie tylko po francusku, ale również po angielsku, niemiecku oraz hiszpańsku. W 1873 roku zostało utworzone Stowarzyszenie Absolwentów ESCP. Stulecie powstania, przesunięte w czasie z powodu powojennego kryzysu, świętowano w 1921 roku w wielkim audytorium Sorbony.
Otwarcie kampusów w Wielkiej Brytanii (pierwotnie w Oksfordzie, obecnie w Londynie) oraz Niemczech (najpierw w Düsseldorfie, obecnie w Berlinie) nastąpiło w 1973 roku. W 1988 roku nastąpiło uroczyste otwarcie kampusu w Madrycie, a w 2004 roku w Turynie. Od 2005 roku filia angielska, przeniesiona do Londynu, zajmuje budynek należący w przeszłości do New College – jednej z jednostek organizacyjnych University of London.
W 2011 roku ESCP została jednym z członków założycieli HESAM, klastra prestiżowych instytucji badawczych i szkolnictwa wyższego z zakresu nauk humanistycznych i społecznych, w skład którego wchodzą m.in.: École nationale d'administration (ENA), Conservatoire National des Arts et Métiers (CNAM) oraz Uniwersytet Panthéon – Sorbonne (Université de Paris I). W niedalekiej przyszłości planowane jest utworzenie – wspólnie z École Nationale d’Administration Kolegium Zarządzania i Administracji Państwowej (Collegium of Government and Management).

## Rankingi
- Financial Times 2022: w kategorii Executive MBA  5. miejsce na świecie[8],
- W 2012 roku ESCP uplasowała się na 10. miejscu pośród wszystkich szkół biznesowych w Europie[9].
- W 2010 roku jej sztandarowy program Master in Management[10] (studia magisterskie w dziedzinie zarządzania) znalazł się na szczycie rankingu[11] Financial Times.